# Zerman
Zerman (Zerman /zer'maŋ/ in veneto) è una frazione del comune di Mogliano Veneto. Costituisce inoltre una delle nove circoscrizioni del comune (quartiere 2 - Zerman).

## Geografia fisica
Dista circa 3,5 km dal centro Mogliano, occupando la porzione nord-orientale del territorio comunale. La zona, con altitudini che variano dai 4 agli 8 m s.l.m., è attraversata da alcuni modesti corsi d'acqua che sono, da nord a sud, lo scolo Serva, lo scolo Servetta e il rio Zermanson, il primo affluente del Sile, gli altri dello Zero.

## Origini del nome
Secondo Carlo Agnoletti, il paese trarrebbe il nome dalla sua chiesa: essa era infatti detta S. Elena de Zermanis per distinguerla dalla vicina S. Elena super Silerem che si trova a Sant'Elena di Silea; l'appellativo de Zermanis le sarebbe derivato dal fatto che si trovava sotto la giurisdizione Collalto, nobili di origine germanica.
Ipotesi più recenti lo credono più antico, ritenendolo un prediale legato a un Germanius (praedium Germanianum), oppure riferito ad un ospizio per genti di origine germanica (Germanorum mansio).

## Monumenti e luoghi d'interesse

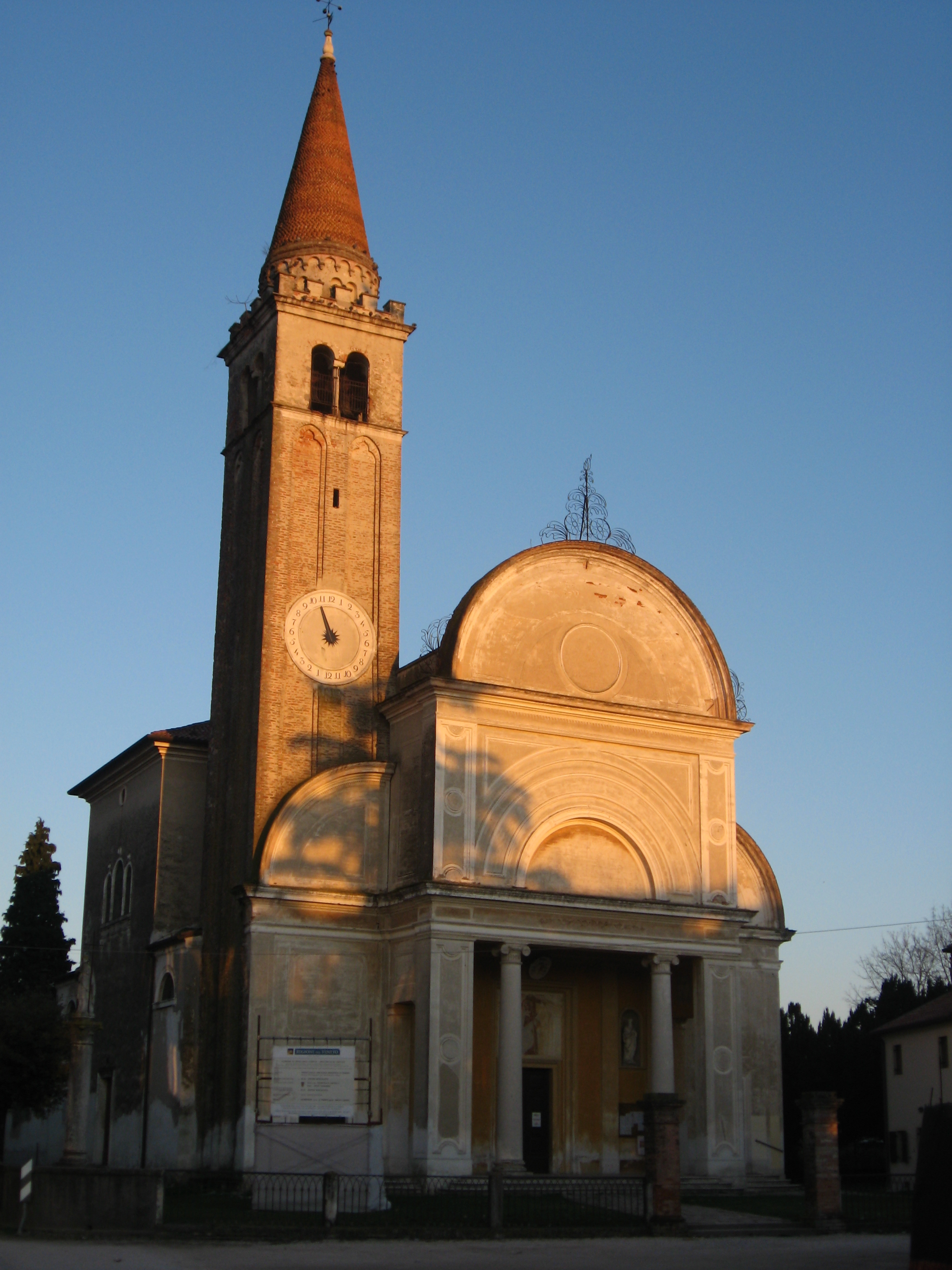
Parrocchiale di Sant'Elena.

### Architetture religiose
Chiesa di Sant'Elena
Intitolata a Sant'Elena Imperatrice, la chiesa di Zerman è una parrocchiale dipendente dalla diocesi di Treviso, vicariato di Mogliano. Di origini molto antiche, l'edificio risale alla fine del XIX secolo, su progetto di Giuseppe Segusini. Conserva varie opere d'arte, tra cui una Madonna con Bambino e santi opera di Palma il Vecchio e altre tele artisti come Carletto Caliari e Oleg Supereko.
Capitelli

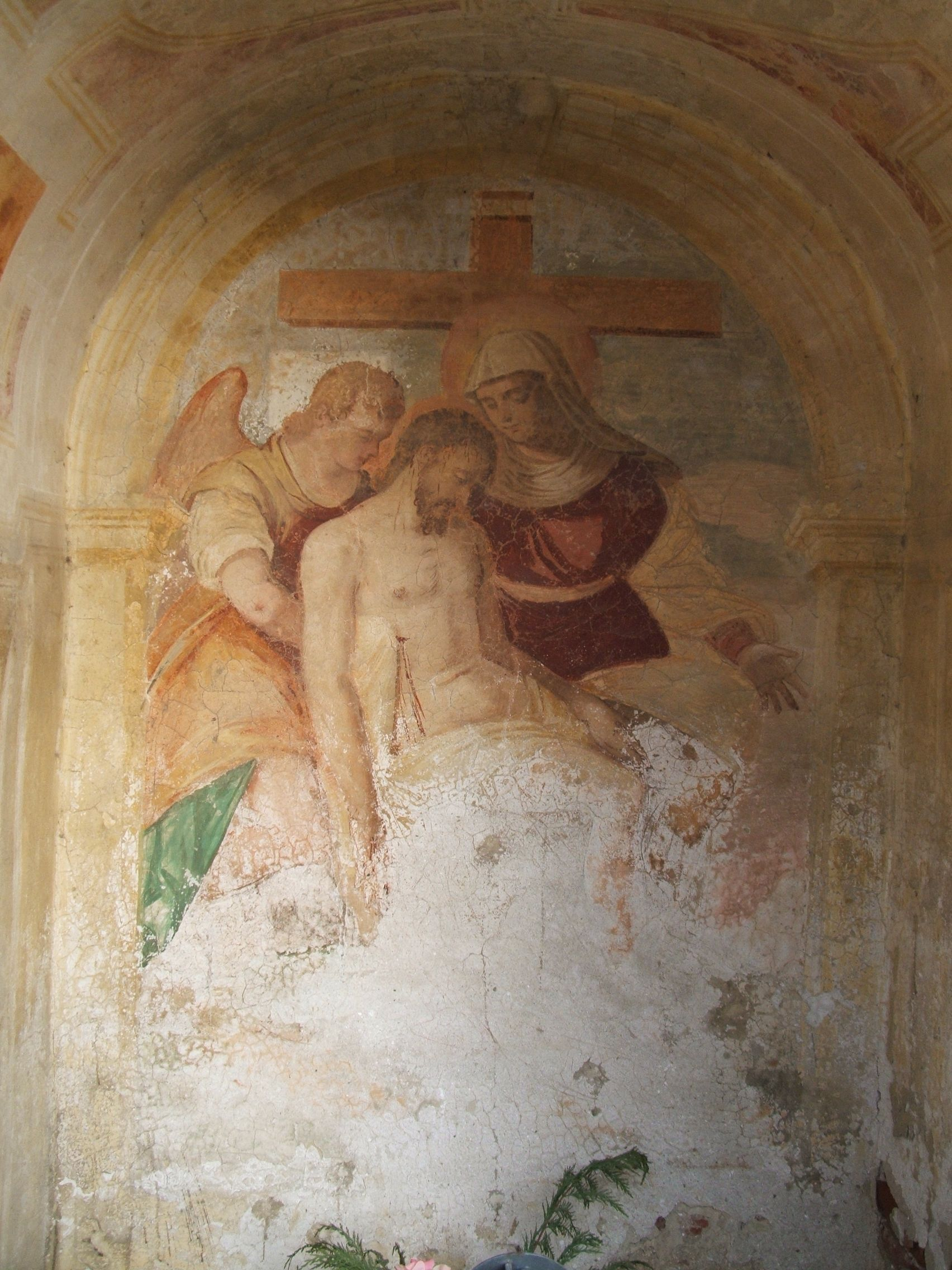
Deposizione del capitello votivo dietro la chiesa parrocchiale

In paese si trovano due preziosi capitelli votivi del XVI secolo. Il primo, in via Preganziol, è dedicato alla Madonna di Loreto e riporta sulle pareti laterali interne San Francesco e San Carlo; gli affreschi sono attribuiti - con qualche riserva - alla scuola Veronese. All'esterno, una Crocifissione che il tempo ha parzialmente cancellato. Il secondo, dietro la parrocchiale, conserva una "Deposizione" ritenuta dagli esperti opera di Paolo Veronese, anzi il meglio di quello che egli ha lasciato a Zerman. L'affresco merita un intervento di conservazione prima che questo scompaia del tutto. I danni del tempo sono pesanti, pure lievi sono le tracce dell'ultimo restauro. Le figure poste sulle altre pareti interne sono opera di un pittore alquanto mediocre. Secondo la tradizione pure del Veronese erano le pitture delle pareti esterne di questa edicoletta, purtroppo molto danneggiate e visibili solo a tratti.

### Architetture civili
Villa Condulmer
La villa si trova in via Preganziol 1. Si tratta di una grande villa a pianta rettangolare fiancheggiata da due barchesse, forse ricavata da un monastero soppresso. L'edificio è sede di un albergo.
Villa Monti
Detta anche "casa Bonaventura", è in via della Croce, ma è difficile scorgerla dalla strada perché sorge alla fine di un lungo viale d'accesso. Inoltre, appartenendo oggi allo stesso complesso alberghiero, è stata pressoché inglobata dal campo da golf di villa Condulmer.
Il piccolo edificio, settecentesco, rivolge a sud la facciata principale che segue il tipico schema simmetrico tripartito con le aperture più ricche disposte lungo l'asse. Ai primi due livelli si aggiunge poi un frontone rialzato e coronato da un timpano. Nel complesso si tratta di una costruzione estremamente semplice, sia nelle linee, sia nei materiali utilizzati (le poche decorazioni aggettanti sono in pietra).
A fianco si trova un rustico di più recente costruzione.
La villa è sempre stata legata alla vicina villa Condulmer e ai suoi proprietari: nell'Ottocento era dei Grassi; ai primi del Novecento fu dei Motta e poi dei Monti.
Villa Francesconi
Ancora in via della Croce, vincolata dal 1966, comprende la casa domenicale, due barchesse arretrate ai lati, l'oratorio privato e altri edifici più recenti. Il frazionamento della proprietà ha portato a uno snaturamento del complesso, per cui è oggi difficile averne una visione unitaria.
Di origine settecentesche (ma il Mazzotti la fa più tarda), la casa domenicale ha linee molto semplici e prive di elementi notevoli. Le finestre sono tutte quadrangolari, ornate al piano nobile da cornici aggettanti, salvo quella centrale che è coronata da un timpano. La tipica tripartizione della facciata si interrompe al terzo livello, il piano attico, in quanto lungo l'asse non si trova un'apertura, ma un pieno.
Il parco davanti al complesso, oggi in condizioni mediocri, era un tempo delimitato da un filare di pioppi neri dei quali restano solo alcuni esemplari.
La villa appartenne agli Antonini (in questo periodo ospitò Josef Radetzky, amico di famiglia) e, dal 1874, ai Bane. Passò per eredità ai Francesconi, dal 1966 fu dei Michielan e quindi dei Graziusso. Durante la Grande Guerra vi fu installato un ospedale della 3ª Armata.
Villa Da Riva
Originaria del XVI secolo, sorge di fronte alla chiesa, in via della Chiesa.
È stata sottoposta a un accurato restauro che ha recuperato gli affreschi che arricchiscono la facciata e il salone centrale (questi ultimi erano coperti da dipinti più tardi di Costantino Cedini). Le opere sono state attribuite al Veronese, che avrebbe soggiornato nella villa lasciando, inoltre, i dipinti che ornano la parrocchiale e i capitelli del paese.
Di Andrea Urbani sarebbero invece gli stucchi colorati degli altri ambienti interni.
Casa Zanardo

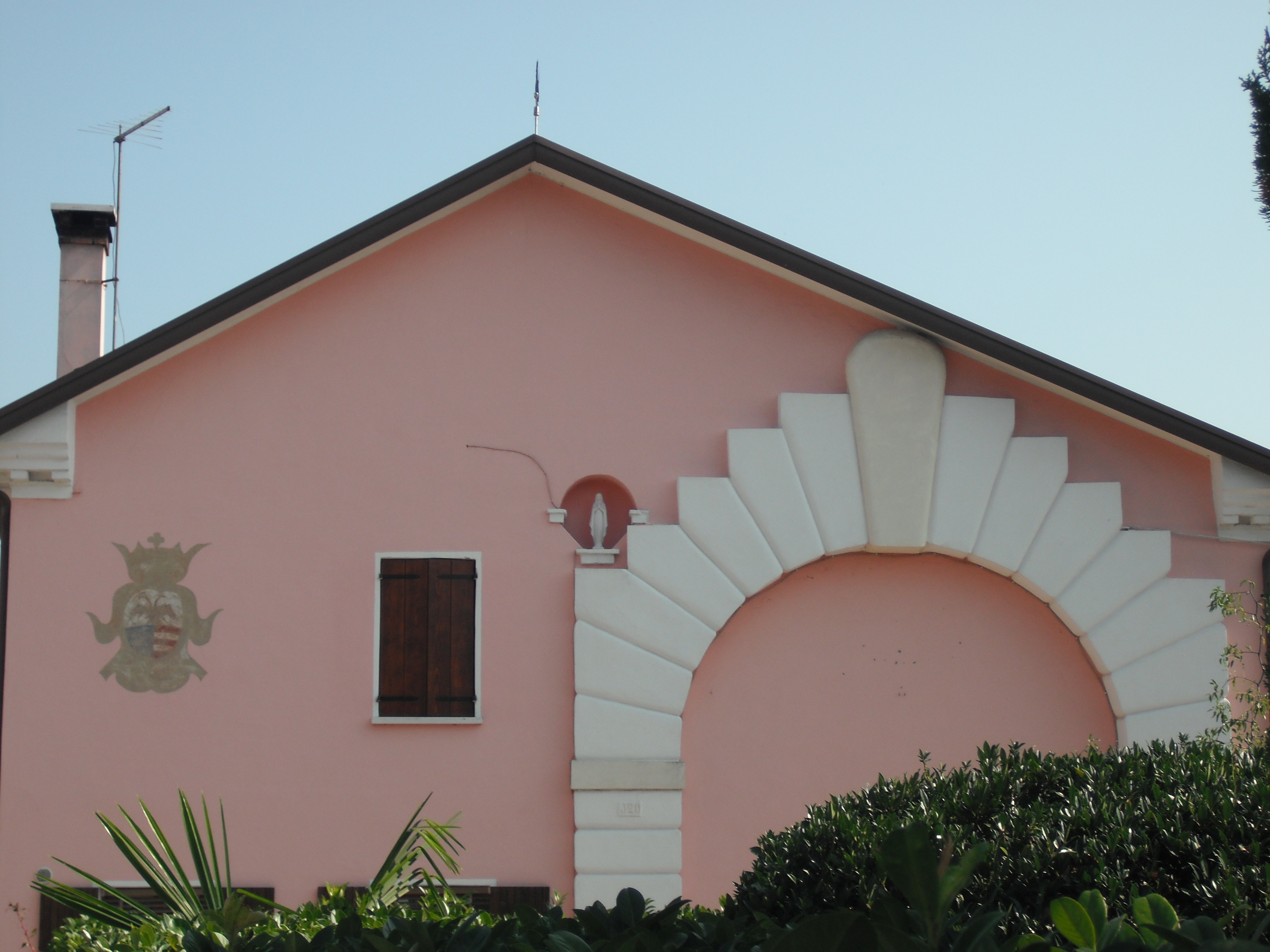
Casa Zanardo, lato ovest.

Questa vecchia costruzione, al civico 6 di via Sant'Elena, era parte della scomparsa villa Vitturi, demolita tra la fine del XVIII e gli inizi del XIX secolo. Sulla facciata dell'attuale edificio si nota un affresco rappresentante uno stemma gentilizio, forse l'arma del conte Samuel Gyulay von Maros-Németh und Nádaska (Budapest 26 Marzo 1803 - See-Gries 20 Agosto 1886), proprietario della vicina villa Da Riva. Il portico dell'edificio aveva quattro arcate, di cui tre ancora visibili, divise da lesene che raggiungono la cornice sottostante il tetto.
Villa Braida

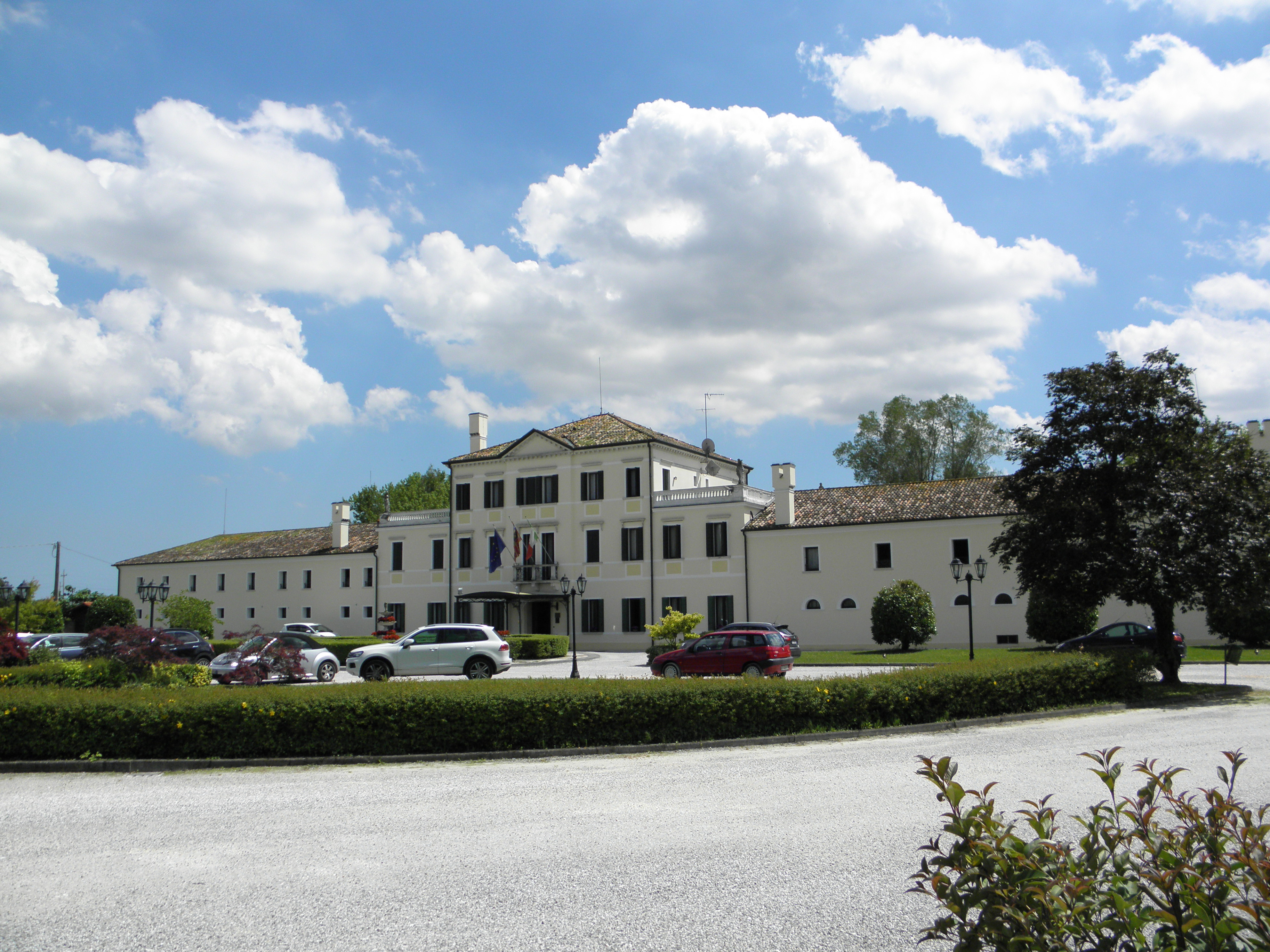
Villa Braida.

Non è propriamente una villa veneta, in quanto è relativamente tarda, innalzata negli anni 1820. A tre piani, è affiancata da due barchesse.
L'edificio fu commissionato da Giovanni Braida, il cui figlio Tito fu tra i fondatori della SADE, mentre il nipote Nicola ne divenne pure dirigente. La villa, cui poi furono annesse una fabbrica di colori, una cartiera e una piccola fonderia, passò al comandante Giuseppe Cutrone, a Luigi Mastea e agli Ancilotto. Ridotta così a semplice azienda agricola, privata del parco e degli arredi esterni, è stata recuperata quando è divenuta un albergo.
Villa Bonfadini
Si trova in via Bonfadini e pure questa risale alla prima metà Ottocento. Presenta sulla facciata un balconcino con timpano e finestre sormontate da cornici; tra il piano terra e il primo piano vi è una fascia marcapiano. A sinistra vi è la barchessa con arcate in parte chiuse da vetri.
Costruita forse dai veneziani Bonfadini, fu acquistata poi da Costante Gris e quindi dai Bolzanello.

## Cultura

### Eventi
- Sagra di Sant'Elena - seconda e terza settimana di agosto.
- Sfilata dei carri allegorici di carnevale - periodo invernale tra i mesi di febbraio e marzo, “chiamata la piccola perla del carnevale”
- centro e area polivalente - spazio di congregazione e socialità, gestita da una delle più grandi associazioni   di promozione sociale della zona l’ “Associazione Luna d’Agosto”

## Economia
Importanti sono l'agricoltura e l'industria (è a circa 1 km la zona S.P.Z, una piccola area industriale che serve l'intero comune di Mogliano Veneto).
A Zerman ha sede uno dei tre uffici postali di Mogliano (gli altri due sono nel capoluogo).

## Infrastrutture e trasporti

### Strade
Zerman sorge all'intersezione di due importanti arterie, la SP 64 "Zermanesa", che collega Mogliano alla strada Postumia attraverso Casale sul Sile, Roncade e Monastier di Treviso, e la SP 107 "Est Terraglio", la quale raggiunge Preganziol, Dosson e infine Treviso.
La località ospita inoltre un importante snodo autostradale, con il Passante di Mestre (A4 Torino-Trieste) che si raccorda all'A27 Mestre-Belluno. Quest'ultima comincia qui il suo tratto a pagamento con la barriera di Mogliano Veneto.
Autobus
Zerman è servito soprattutto nelle ore di punta scolastiche dalla linea 14E di actv in direzione Mogliano Fs e/o in direzione Casale Sul Sile, con prolungamento fino a Quarto D'Altino. NON EFFETTUA CORSE FESTIVE!